# Klasa A
Il campionato di Klasa A rappresenta il settimo livello del campionato polacco di calcio in quasi tutti i voivodati della Polonia, eccezion fatta per Piccola Polonia e Pomerania Occidentale, per i quali corrisponde all'ottavo livello (il settimo è la Liga okręgowa). Chi è promosso viene ammesso in Liga okręgowa, chi retrocede finisce in Klasa B.